# Сиди-Окба (мечеть, Алжир)
Мечеть Сиди-Окба (араб. مسجد سيدي عقبة‎, бербер. ⵙⵉⴷⵉ oⴽⴱⴰ) — мечеть в городе Сиди-Окба в Алжире.

## История

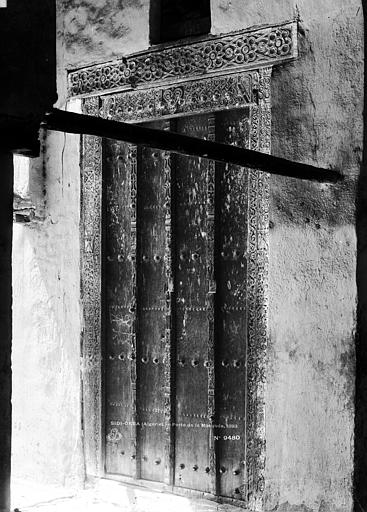
Вход в мавзолей Укба ибн Нафи

Мечеть Сиди-Окба входила в комплекс зданий построенных в память о омеядском наместнике в Северной Африки Укба ибн Нафи. Мавзолей самого Укба ибн Нафи также находится в мечети. Укба ибн Нафи возвращался из похода через пустыню и был убит берберами в оазисе Чуда, восточнее Бискры. Оттуда тело Окбы было перевезено в оазис, названный впоследствии Сиди-Окба. Мечеть и мавзолей стали местом религиозного поклонения для мусульман Магриба.
Впоследствии мечеть была расширена в 1025 году зиридским правителем Аль-Муизом ибн Бадисом.

## Описание
Мечеть в форме куба в архитектурном стиле характерном времени правления династии Омеядов. Доступ к молитвенному залу осуществляется через три боковых входа. Семь нефов, параллельных стене кибли, имеют семь бухт. Потолок мечети представляет собой террасу внутри которой расположен купол.

Вход в мавзолей украшен резьбой, как и дверь времен правления фатимидов, подобная двери Соборной мечети Кайруана. На могиле Укба ибн Нафи нет других надписей, кроме слов, начертанных куфическими письменами: 
Здесь покоится Окба, сын Нафи, да ниспошлёт ему Аллах свою милость.